# Penny Santon
Penny Santon, pseudonimo di Pierina Burlando (New York, 2 settembre 1916 – Burbank, 12 maggio 1999), è stata un'attrice statunitense.

## Biografia
A lungo attiva nel cinema, in teatro e alla televisione, recitò in numerosi film, tra cui West Side Story (1961), Strano incontro (1963), Fletch - Un colpo da prima pagina (1985), e Corto circuito (1986), e in serie televisive come Matt Houston, Friends e Un medico tra gli orsi. Particolarmente apprezzata per la sua capacità di rappresentare figure caratteristiche e di supporto, ha spesso interpretato ruoli di nonne amorevoli, zie eccentriche o figure materne. È nota in particolare per aver interpretato il ruolo di Rose Novelli nella serie televisiva poliziesca Matt Houston. Morì nel 1999 a Burbank, California, all'età di 82 anni.

## Filmografia

### Cinema
- Oltre il destino (Interrupted Melody), regia di Curtis Bernhardt (1955)
- Il ladro (The Wrong Man), regia di Alfred Hitchcock (1956)
- Piena di vita (Full of Life), regia di Richard Quine (1956)
- Dino, regia di Thomas Carr (1957)
- La mia terra (This Earth Is Mine), regia di Henry King (1959)
- Il portoricano (Cry Tough), regia di Paul Stanley (1959)
- Vento di tempesta (The Miracle), regia di Irving Rapper (1959)
- West Side Story, regia di Robert Wise e Jerome Robbins (1961)
- Amore, ritorna! (Lover Come Back), regia di Delbert Mann (1961)
- Il cavaliere della valle d'oro (California), regia di Hamil Petroff (1963)
- Strano incontro (Love with the Proper Stranger), regia di Robert Mulligan (1963)
- Capitan Newman (Captain Newman, M.D.), regia di David Miller (1963)
- La spia dal cappello verde (The Spy in the Green Hat), regia di Joseph Sargent (1967)
- Per un corpo di donna (Don't Just Stand There!), regia di Ron Winston (1968)
- Funny Girl, regia di William Wyler (1968)
- Vedovo aitante, bisognoso affetto offresi anche babysitter (Kotch), regia di Jack Lemmon (1971)
- Un uomo chiamato uomo (The Last Word), regia di Roy Boulting (1979)
- Nick lo scatenato (Rhinestone), regia di Benjamin Clark (1984)
- Fletch - Un colpo da prima pagina (Fletch), regia di Michael Ritchie (1985)
- Corto circuito (Short Circuit), regia di John Badham (1986)
- La giustizia di un uomo (One Good Cop), regia di Heywood Gould (1991)

### Televisione
- Celebrity Playhouse – serie TV, episodio 1x35 (1956)
- Man with a Camera – serie TV, 1 episodio 1x10 (1958)
- I detectives (The Detectives) – serie TV, episodio 3x18 (1962)
- Surfside 6 – serie TV, episodio 2x26 (1962)
- Carovane verso il West (Wagon Train) – serie TV, 1 episodio 6x27 (1963)
- La legge del Far West (Temple Houston) – serie TV, episodio 1x14 (1963)
- The Lieutenant – serie TV, episodio 1x11 (1963)
- Sotto accusa (Arrest and Trial) – serie TV, episodio 1x27 (1964)
- Matt Houston – serie TV, 23 episodi (1982-1983)
- La signora in giallo (Murder, She Wrote) – serie TV, episodio 4x21 (1988)
- Una famiglia come le altre (Life Goes On) – serie TV, 12 episodi (1990-1993)